# Nils Johan Berlin
Nils Johannes Berlin (Härnösand, 18 februari 1812 – Stockholm, 27 december 1891) was een Zweeds scheikundige, mineraloog en arts.

## Biografie
Berlin werd geboren als zoon van Nils Magnus Berlin en Anna Sofia Gustafva Kjernander. Hij studeerde geneeskunde en scheikunde aan de Universiteit van Uppsala, waar hij onder toezicht van Jöns Jacob Berzelius zijn doctoraat behaalde. In 1845, een jaar nadat hij lid werd van de Koninklijke Zweedse Academie voor Wetenschappen, werd Berlin aangesteld tot professor in de scheikunde aan de Universiteit van Lund. In 1862 werd hem een positie aan de faculteit Geneeskunde aangeboden, die hij ook accepteerde.
Het zeldzame mineraal berliniet werd naar hem vernoemd.

## Publicaties (selectie)
- Lärobok i naturläran för folkskolor och folkskollärareseminarier (1852)
- Läsebok i naturläran för Sveriges allmoge (1852)
- Anvisning till de allmännaste gifters upptäckande på kemisk väg (1845)
- In pharmacopæam suecicam commentarius medico-practicus (1846)
- Den svenska pharmacopéen öfversatt och kommenterad (1849-1851)
- Elementarlärobok i oorganisk kemi (1857)

- Bibsys: 98067506
- Gemeinsame Normdatei: 116136030
- International Standard Name Identifier: 0000 0000 5152 6695
- Library of Congress Control Number: no2011155649
- LIBRIS: 274236
- Virtual International Authority File: 45046797
- WorldCat: E39PBJhGYQBmDxK8BtJWd6x7HC